# Лапидариум (Охрид)
Музейният културен център „Лапидариум“ (на македонска литературна норма: Музејски културен центар „Лапидариум“) е археологически музей в град Охрид, Република Македония. Музеят е част от Института за защита на паметниците на културата и музей – Охрид.

## История
Музеят е разположен на варошката улица „Цар Самуил“ № 62, в западния двор на Робевата къща. Музеят е пръв по рода си в страната. Създаден е в 2001 година по повод 50-годишнината на Охридския музей и 485 година от създаването на Общия музей на Охридската архиепископия в 1516 година. В музея са изложени епиграфски паметници и други оригинални артефакти от античния и раннохристиянския период.